# 이고리 야술로비치

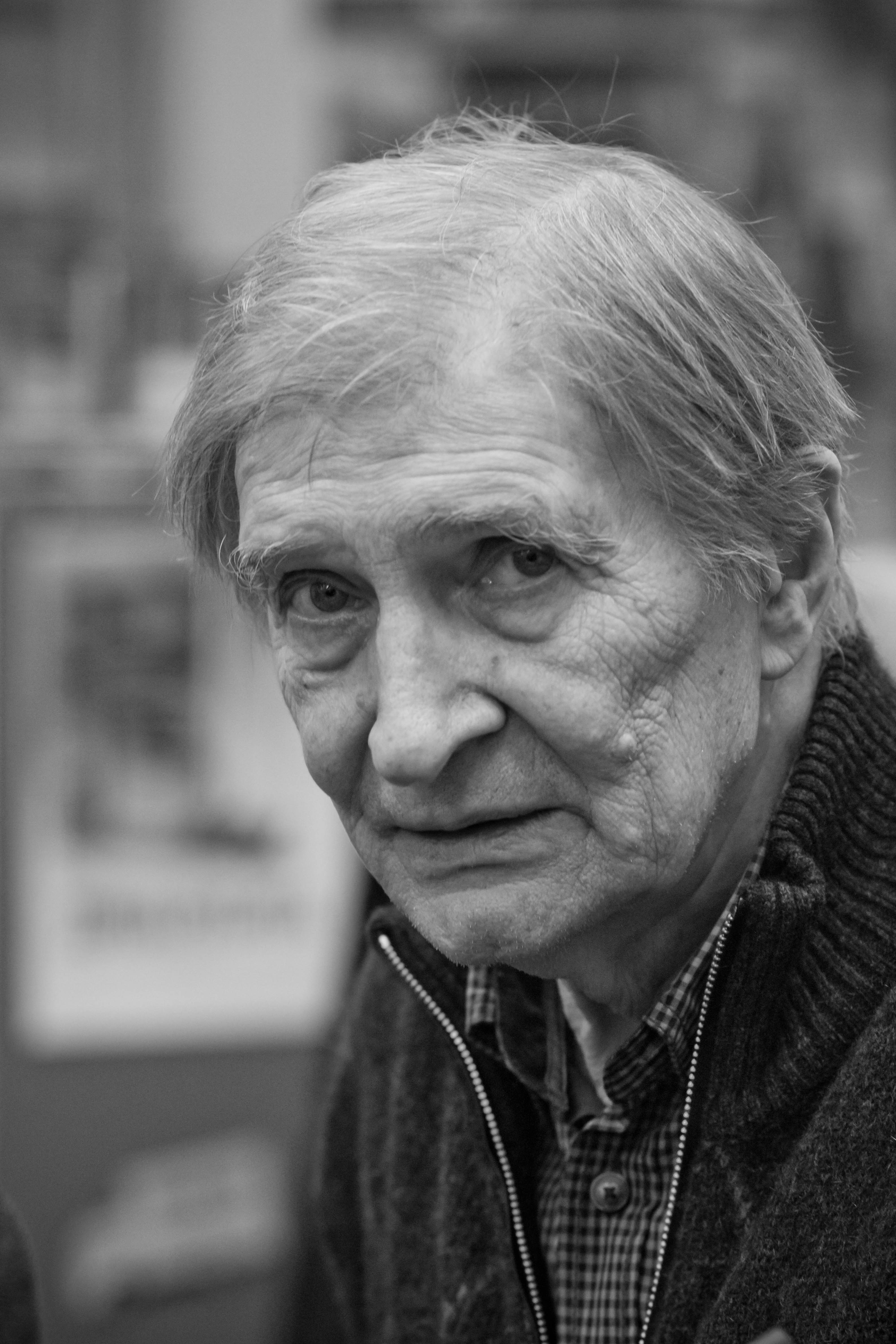

이고리 야술로비치(Игорь Николаевич Ясулович, 1941년 9월 24일~2023년 8월 19일)는 소련의 배우, 영화 감독이다.

## 출연

### 영화
- 사랑의 4중주(2008년)
- 트레저 레이더스(2007년)
- 바람을 부르는 천사(2007년)
- 세라크루(1997년)
- 투 더 스타스 바이 하드 웨이스(1981년)
- 방패와 칼(1968년)
- 다이아몬드 팔(1968년)